# Claudia Nystad
Claudia Nystad, geborene Künzel (* 1. Februar 1978 in Zschopau) ist eine ehemalige deutsche Skilangläuferin und zweifache Olympiasiegerin, die für den WSC Erzgebirge Oberwiesenthal startete. Sie ist Sportsoldatin bei der Bundeswehr. Mit sechs Medaillen bei Olympischen Spielen und fünf bei Weltmeisterschaften ist Nystad die erfolgreichste deutsche Skilangläuferin der Gegenwart.

## Leben
Im sächsischen Erzgebirge aufgewachsen, stand Nystad schon im Kindergartenalter erstmals auf Langlaufskiern. Im Alter von 12 Jahren wechselte sie auf die Kinder- und Jugendsportschule Oberwiesenthal, wo sie 1996 das Abitur ablegte. Nach dem Abitur wurde sie in die Sportfördergruppe der Bundeswehr in Frankenberg/Sa. aufgenommen, der sie bis heute angehört.
Seit dem 27. Mai 2005 ist sie mit dem ehemaligen norwegischen Skilangläufer Trond Nystad verheiratet. Nachdem Trond Nystad 2006 seinen Trainerposten in den USA aufgab, wechselte das Ehepaar Nystad nach Oberhof, wo es eine eigene Trainingsgruppe eröffnete. Aber schon ein Jahr später verließ Trond Nystad Oberhof und wurde Trainer des Schweizer Sprintteams.
In ihrem Privatleben widmet sich Nystad unter anderem der Malerei. Die Grafik-Design-Studentin hielt bereits eigene Ausstellungen mit ihren Kohlezeichnungen.
Im Sommer 2007 versteigerte Nystad zu Gunsten der „Stiftung Hänsel und Gretel“, die Kinderschutzprojekte für missbrauchte Kinder fördert, ihre olympische Goldmedaille von Salt Lake City, die sie 2002 mit der deutschen Staffel gewinnen konnte. Die Medaille ersteigerte das russische Olympische Museum in Smolensk für 22.000 €.
Nach ihrem Rücktritt vom Leistungssport 2010 studierte sie an der Hochschule für Telekommunikation Leipzig Wirtschaftsinformatik und schloss im Juli 2013 mit dem Bachelor ab. Bereits im März 2013 hatte sie ihr Comeback zur nächsten Wintersaison angekündigt. Nach der Saison 2014/15 beendete Nystad nach einigen Verletzungen ihre aktive Sportlerkarriere endgültig.

## Karriere

### Juniorenzeit und erste Erfolge (1997–2001)
Ihren ersten internationalen Einsatz hatte Nystad im Dezember 1997 beim Continental-Cup-Wettkampf im französischen Argentière. Beim Sieg der Deutschen Ramona Roth über 5 Kilometer Freistil belegte sie den 13. Platz. Aber schon bei den Juniorenweltmeisterschaften 1998 im schweizerischen Pontresina konnte Nystad ihr großes Potential aufzeigen. Über die Distanz von 5 Kilometer Freistil verpasste sie um 1,4 Sekunden die Goldmedaille und wurde nur durch ihre heutige Schwägerin Katrin Šmigun geschlagen. Über 15 Kilometer klassisch belegte sie hinter Evi Sachenbacher-Stehle den elften Platz. Diese Ergebnisse und einige gute Resultate im Continental-Cup ermöglichten ihr den ersten Einsatz im Skilanglauf-Weltcup. Im März 1998 reichte es jedoch über 15 Kilometer Freistil im finnischen Lahti nur zum 58. Platz unter 62 Teilnehmerinnen. In der Saison 1998/98 gelang ihr beim Continental-Cup in Chamonix über 10 Kilometer Freistil mit Platz drei ihre erste Podiumsplatzierung. Bei ihrem vierten Weltcup-Einsatz, dem Sprintwettbewerb im Dezember 1999 in Kitzbühel, gelang es ihr mit Platz 20, erstmals Weltcuppunkte zu erkämpfen.
Ab Beginn der Saison 2000/01 war Nystad festes Mitglied der deutschen Weltcup-Mannschaft. Dass dieses Vertrauen gerechtfertigt war, zeigte sie gleich zu Beginn der Saison, als sie mit den Plätzen 24 über 10 Kilometer Freistil in Santa Caterina Valfurva und 16 über 10 Kilometer klassisch in Brusson ihre ersten Weltcuppunkte in Distanzwettbewerben sammelte. Beim Sprint in Brusson gelang ihr mit Platz neun ihr erstes Top-Ten-Resultat. Kurz vor den Nordischen Skiweltmeisterschaften 2001 ersprintete sie in Nové Město na Moravě hinter Julija Tschepalowa und Anita Moen ihren ersten Podiumsplatz bei einem Weltcup-Wettbewerb. Bei den Weltmeisterschaften in Lahti wurde sie 14. im Sprint, 17. über 15 Kilometer klassisch und 24. im Verfolgungswettbewerb. Mit der deutschen Staffel belegte sie den vierten Platz. Am Ende der Saison belegte sie den 23. Platz im Gesamtweltcup. In der Sprintwertung konnte sie sich als Neunte unter den Top Ten der Welt platzieren.

### Erfolgreichste Jahre (2002–2005)
Die Olympiasaison 2001/02 begann für Nystad mit eher rückläufigen Resultaten. In Distanzwettbewerben platzierte sie sich meist weit außerhalb der Weltcuppunkte. Und auch in Sprintwettbewerben konnte sie die guten Resultate der vergangenen Saison nicht wiederholen. Bei den Olympischen Winterspielen 2002 in Salt Lake City über 15 Kilometer Freistil (Massenstart) verlor sie frühzeitig den Anschluss und wurde 26. Im Verfolgungswettbewerb gab sie nach der klassischen Distanz auf Platz 55 aussichtslos zurückliegend auf. Umso überraschender war dann das Erreichen des Finals im Sprintwettbewerb. Hinter Tschepalowa, Sachenbacher-Stehle und Moen blieb ihr jedoch nur der undankbare vierte Platz. Der Staffelwettbewerb am folgenden Tag wurde noch vor dem Start durch die Doping-bedingte Disqualifikation Russlands überschattet. Beflügelt durch die unerwarteten Medaillengewinne von Viola Bauer und Evi Sachenbacher-Stehle gelang es dem deutschen Team, bis zur letzten Läuferin Anschluss an die nun favorisierten Norwegerinnen zu halten. Nystad übergab als vorletzte Läuferin mit einem Rückstand von ca. zehn Sekunden an Sachenbacher-Stehle. Der gelang es, den Anschluss an Anita Moen wiederherzustellen. Und wie schon am Vortag musste sich die Norwegerin der Deutschen im Schlussspurt geschlagen geben. Der Gewinn der Goldmedaille war der größte Erfolg im deutschen Damen-Skilanglauf seit 22 Jahren.
In der Saison 2002/03 konnte Nystad mit dem deutschen Team mehrere Staffel-Weltcupsiege feiern. Aber auch in den Einzelwettbewerben gelang ihr der Anschluss an die guten Resultate des Jahres 2001. So erreichte sie unter anderem in Kiruna hinter Kristina Šmigun und Evi Sachenbacher-Stehle einen dritten Platz über 5 Kilometer Freistil und in Clusone hinter Marit Bjørgen einen zweiten Platz im Freistil-Sprint. Bei den Nordischen Skiweltmeisterschaften 2003 im Val di Fiemme startete Nystad mit Platz elf im Verfolgungswettbewerb. Im Staffelwettbewerb, zwei Tage später, gelang es ihr, aus einem Rückstand von 20 Sekunden auf Norwegen einen Vorsprung von 13 Sekunden zu machen. Sachenbacher-Stehle konnte den Sieg klar und deutlich nach Hause laufen. Auch im Sprintwettbewerb, der in der freien Technik ausgetragen wurde, erreichte Nystad wie bei den Olympischen Spielen 2002 den Finallauf. Diesmal musste sie sich jedoch nur der überragenden Marit Björgen den Vortritt lassen. Bei der Militärweltmeisterschaft 2003 in Rovaniemi gewann sie hinter Gabriella Paruzzi die Silbermedaille über 10 Kilometer Freistil. Am Ende der Saison belegte sie sowohl im Gesamtweltcup als auch im Sprintweltcup den siebenten Rang.

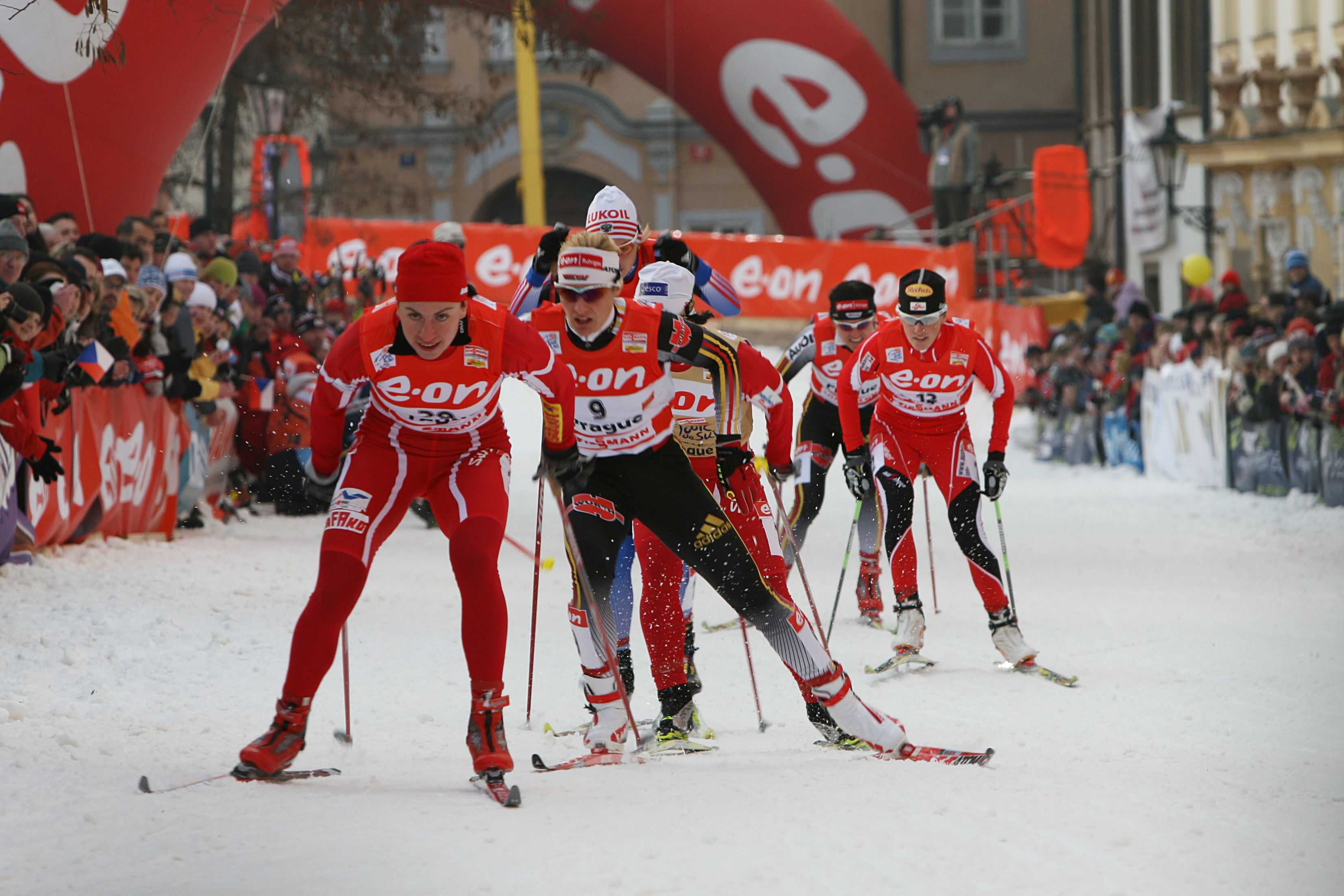
Claudia Nystad hinter Justyna Kowalczyk beim Sprint in Prag 2008

Mit dritten Plätzen bei den Weltcup-Wettbewerben in Beitostølen, in Toblach und in Ramsau am Dachstein zeigte Nystad in Saison 2003/04, dass sie auch in Distanzwettbewerben zur Weltspitze gehört. Beim Weltcup im estnischen Otepää überraschte die bis dahin als Freistilspezialistin bekannte Sportsoldatin zudem in der klassischen Technik. Im Massenstartwettbewerb über 15 Kilometer am 11. Januar 2004 gelang es ihr überraschend, im Schlussspurt die Lokalmatadorin Kristina Šmigun deutlich zu distanzieren und ihren ersten Weltcup-Triumph zu feiern. Auch über 10 Kilometer in Nové Město na Moravě konnte sie sich in einem Wettbewerb der klassischen Technik mit Platz zwei auf dem Podium platzieren. Beim Sprint in Trondheim gelang ihr mit Platz drei hinter Björgen und Sachenbacher-Stehle ihr sechster Podestplatz in dieser Saison. Im Gesamtweltcup belegte sie erneut den siebenten Rang. In den Disziplinenwertungen für die Sprintwettbewerbe und Distanzwettbewerbe wurde sie Zehnte und Sechste. Auch in der Saison 2004/05 konnte sie in Bern, Nové Město na Moravě und Pragelato dreimal das Podium besteigen. Hinzu kamen weitere neuen Top-Ten-Platzierungen, so dass sie in dieser Saison mit Platz fünf ihr bisher bestes Resultat im Gesamtweltcup verbuchen konnte. Im Sprintweltcup wurde sie ebenfalls Fünfte und im Distanzweltcup Siebente. Kurz vor den Nordischen Skiweltmeisterschaften 2005 im heimischen Oberstdorf erkrankte Nystad an einer Erkältung, wodurch sie nicht an allen Wettbewerben teilnehmen konnte. Bei ihrem ersten Wettkampf, dem Verfolgungswettbewerb belegte sie Platz zehn. Auch im Staffelwettbewerb lief es für das deutsche Team nicht rund. Nachdem Sachenbacher-Stehle als vorletzte deutsche Läuferin auf Platz fünf mit einem Rückstand von ca. 26 Sekunden auf die führenden Russinnen an Nystad übergab, konnte die noch durch die Krankheit geschwächte stärkste deutsche Läuferin den Rückstand nicht aufholen und brachte die Staffel vor heimischen Publikum auf dem vierten Platz ins Ziel. Den vierten Platz belegte Nystad auch im Teamsprint zusammen mit Viola Bauer. Über 30 Kilometer klassisch wurde sie Sechste und im Sprintwettbewerb 14.

### Zweiter Olympiasieg nach Hochs und Tiefs (2006 bis 2010)

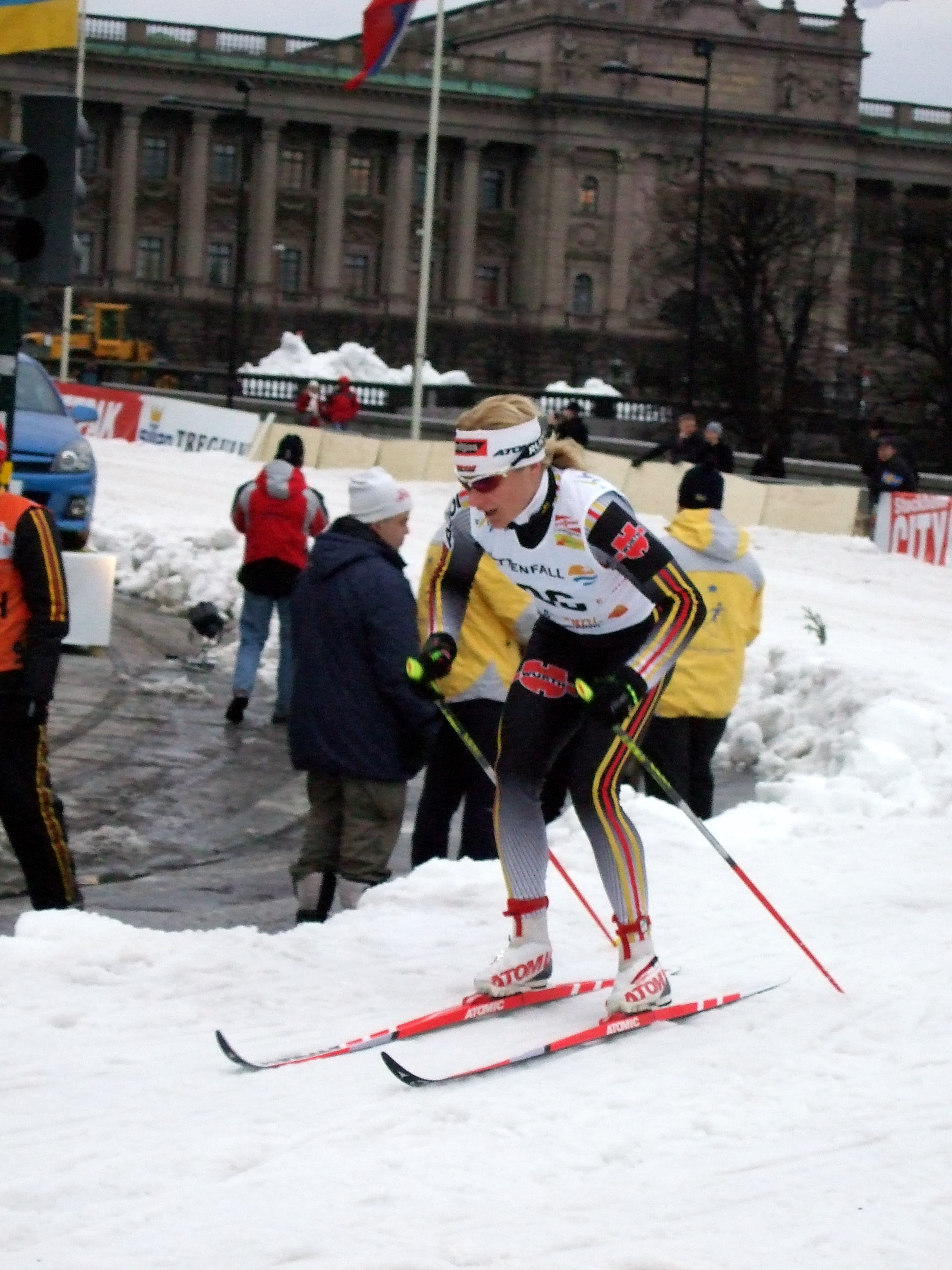
Claudia Nystad 2007 beim Worldcup-Sprint in Stockholm

Auch in der Olympiasaison 2005/06 gelangen ihr acht Top-Ten-Platzierungen, darunter fünf Podiumsplatzierungen. Die Olympischen Winterspiele 2006 in Turin begannen mit den Plätzen 17 und 18 im Verfolgungswettbewerb bzw. über 10 Kilometer klassisch jedoch für Nystad enttäuschend. Wie aber schon vier Jahre zuvor gelang es dem deutschen Team, um Gold im Staffelwettbewerb zu kämpfen. Sachenbacher-Stehle übergab mit einem Vorsprung von 12 Sekunden auf Schlussläuferin Claudia Nystad. Diese konnte aber den Vorsprung nicht halten und wurde am letzten Anstieg von Russland, Italien und Schweden überholt. Einen Kilometer vor dem Ziel hatte Nystad einen Rückstand von zehn Sekunden auf die Medaillenplätze. In einem phänomenalen Schlussspurt gelang es ihr jedoch, sowohl Schweden als auch Italien wieder einzuholen und die Silbermedaille für das deutsche Team zu sichern. Motiviert durch den Gewinn ihrer zweiten olympischen Medaille erreichte Nystad auch den Finallauf im Sprintwettbewerb, der in der freien Technik ausgetragen wurde. Wie schon bei den Weltmeisterschaften 2003 musste sie sich nur einer Läuferin geschlagen geben und gewann mit der Silbermedaille hinter Chandra Crawford ihre erste olympische Einzelmedaille. Im abschließenden Wettbewerb über 30 Kilometer Freistil belegte sie den sechsten Platz. Am Ende der Saison belegte sie zum dritten Mal den siebenten Platz im Gesamtweltcup. Im Sprintweltcup wurde sie Achte, im Distanzweltcup Neunte.

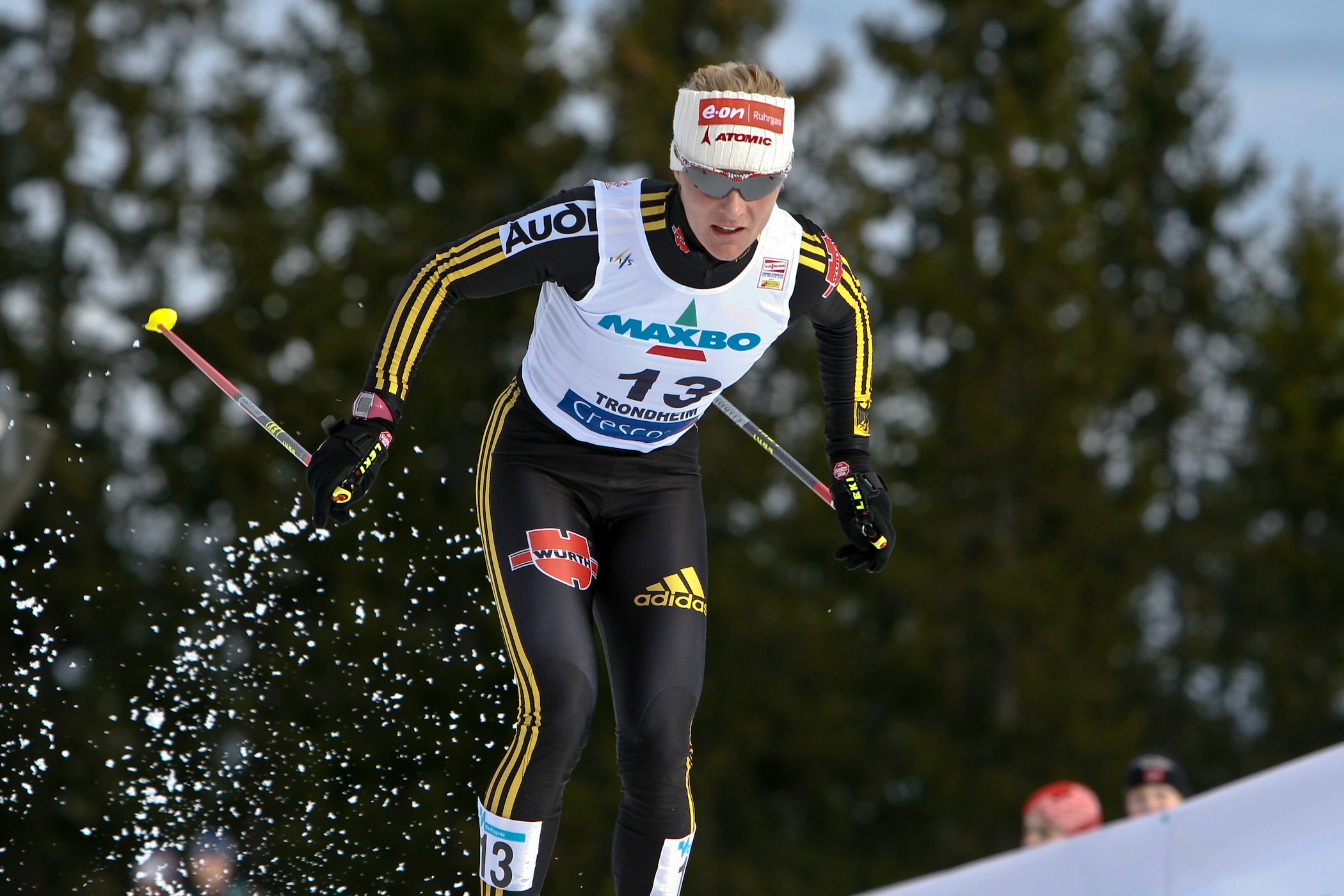
Nystad beim Weltcup in Trondheim, März 2009

Zu Beginn der Saison 2006/07 wechselte sie zusammen mit ihrem Mann Trond Nystad nach Oberhof, so dass Nystad erstmals offiziell von ihrem Ehemann trainiert wurde. Aber gerade zu Beginn der Saison blieben die Erfolge früherer Jahre aus. Bei der erstmals ausgetragenen Tour de Ski blieb am Ende nur ein enttäuschender 19. Platz. Umso überraschender verpasste sie bei den Nordischen Skiweltmeisterschaften 2007 in Sapporo im Teamsprint mit Evi Sachenbacher-Stehle knapp ihre erste Goldmedaille. Beim letzten Wechsel lag das deutsche Duo noch in Front. Im Schlussspurt musste sich Nystad jedoch knapp Virpi Kuitunen geschlagen geben. Auch mit der Staffel gewann sie erneut die Silbermedaille. Im Verfolgungswettbewerb wurde sie 17., über 10 Kilometer Freistil 15. und über 30 Kilometer klassisch 26. Sie beendete die Saison mit Platz 13. im Gesamtweltcup. Ihr Ehemann wurde nach den Misserfolgen der Oberhofer Trainingsgruppe in das Technik-Team abberufen und wechselte anschließend zum Schweizer Skiverband. In der Saison 2007/08 stabilisierten sich Nystads Leistungen wieder auf einem höheren Niveau. Bei der Tour de Ski 2007/2008 erreichte sie als beste Deutsche den sechsten Platz. In Oslo wurde sie über 30 Kilometer Freistil Dritte und zum Saisonabschluss, dem Skilanglauf-Weltcup-Finale 2007/08 in Bormio, gewann sie überraschend den Prolog und somit ihren zweiten Weltcupwettbewerb und belegte im Endklassement den dritten Platz hinter Virpi Kuitunen und Justyna Kowalczyk. Im Gesamtweltcup wurde sie Achte und im Distanzweltcup erreichte sie mit Platz fünf ihre bisher beste Platzierung. Direkt nach dem letzten Wettbewerb unterzog sich Nystad einer Knieoperation. Nach einer Zwangspause von acht Wochen bereitete sie sich auf die Saison 2008/09 vor. Beim Auftaktrennen über 10 Kilometer Freistil belegte sie den zwölften Platz. Nach mäßigen Resultaten und einem 43. Platz in Kuusamo wurde sie von Bundestrainer Jochen Behle bezüglich ihrer Einstellung öffentlich kritisiert. Beim Sprintweltcup in Düsseldorf ersprintete Nystad mit Platz acht ihr erstes Top-Ten-Resultat in diesem Winter. Im Teamsprint konnte sie mit Stefanie Böhler den dritten Platz erkämpfen. Zum Auftakt der Tour de Ski 2008/09 gewann sie überraschend im heimischen Oberhof den Prolog vor der Italienerin Arianna Follis. Die Nordischen Skiweltmeisterschaften 2009 in Liberec begannen für Nystad mit einer Nichtnominierung für den 10 Kilometer klassisch Wettbewerb. Und auch der anschließende Verfolgungswettbewerb war für sie nach nur wenigen Kilometern aufgrund eines Sturzes schnell beendet. Im Sprint konnte sie sich steigern und erreichte das Halbfinale und in der Endabrechnung den neunten Platz. Als Schlussläuferin im Staffelwettbewerb erkämpfte sie in einem spannenden Schlusssprint gegen Charlotte Kalla die Silbermedaille für das deutsche Team. Nach der Siegerehrung sorgte Nystad jedoch für einen Eklat, als sie Jochen Behle aufgrund seiner andauernder Kritik an den Leistungen der deutschen Damen und des Damentrainers Ismo Hämäläinen den Mittelfinger zeigte. Tags darauf entschuldigte sie sich und dementierte, dass diese Geste Bundestrainer Behle galt. Wie schon im Vorjahr und auch bei der diesjährigen Tour de Ski bewies Nystad beim Weltcup-Finale ihre Stärke in Prologwettbewerben und feierte in Falun ihren zweiten Saison-Sieg. Nach einer guten Leistung auch auf den weiteren Etappen belegte sie am Ende als beste Deutsche den siebten Rang zum Saisonabschluss und konnte sich somit noch auf den 13. Platz im Gesamtweltcup vorarbeiten.
Bei den Olympischen Spielen 2010 in Vancouver wurde Nystad zusammen mit Evi Sachenbacher-Stehle Olympiasiegerin im Teamsprint  und gewann zusammen mit Katrin Zeller, Evi Sachenbacher-Stehle und Miriam Gössner in der Staffel Silber. Dies war zugleich ihr letztes Rennen, im Juni 2010 gab Nystad ihren Rücktritt vom Aktivensport bekannt.

### Comeback (seit 2013)
Im März 2013 kündigte Nystad ihr Comeback an, das sie am 29. November 2013 beim Weltcupauftakt in Kuusamo bestritt. Die Tour de Ski 2013/14 beendete sie auf den 19. Platz. Bei den Olympischen Spielen 2014 in Sotschi gewann sie mit der deutschen Staffel die Bronzemedaille. Bei den Nordischen Skiweltmeisterschaften 2015 in Falun errang sie den 42. Rang über 10 km Freistil. Nach der Saison 2014/15 beendete Nystad nach einigen unter anderem bei der Tour de Ski erlittenen Verletzungen ihre aktive Sportlerkarriere endgültig.

## Weltcupsiege

### Einzel
| Nr. | Datum           | Ort    | Disziplin                     |
| --- | --------------- | ------ | ----------------------------- |
| 1.  | 10. Januar 2004 | Otepää | 15 km Massenstart klassisch   |
| 2.  | 14. März 2008   | Bormio | 2,5 km Prolog Freistil Einzel |

### Etappensiege bei Weltcuprennen
| Nr. | Datum             | Ort     | Disziplin                     | Rennen              |
| --- | ----------------- | ------- | ----------------------------- | ------------------- |
| 1.  | 27. Dezember 2008 | Oberhof | 2,8 km Prolog Freistil Einzel | Tour de Ski 2008/09 |
| 2.  | 20. März 2009     | Falun   | 2,2 km Prolog Freistil Einzel | Weltcup-Finale 2009 |

### Weltcupsiege im Team
| Nr. | Datum             | Ort        | Disziplin              |
| --- | ----------------- | ---------- | ---------------------- |
| 1.  | 19. Januar 2003   | Nové Město | 4 × 5 km Staffel 1     |
| 2.  | 14. Februar 2003  | Asiago     | Teamsprint Freistil 2  |
| 3.  | 23. März 2003     | Falun      | 4 × 5 km Staffel 2     |
| 4.  | 23. Januar 2005   | Pragelato  | Teamsprint klassisch 3 |
| 5.  | 18. März 2006     | Sapporo    | Teamsprint Freistil 2  |
| 6.  | 17. Dezember 2006 | La Clusaz  | 4 × 5 km Staffel 4     |
| 7.  | 25. März 2007     | Falun      | 4 × 5 km Staffel 4     |

## Teilnahmen an Weltmeisterschaften und Olympischen Winterspielen

### Olympische Spiele
- 2002 Salt Lake City: 1. Platz Staffel, 4. Platz Sprint Freistil, 26. Platz 15 km Freistil Massenstart
- 2006 Turin: 2. Platz Staffel, 2. Platz Sprint Freistil, 6. Platz 30 km Freistil Massenstart, 17. Platz 10 km klassisch, 18. Platz 15 km Verfolgung
- 2010 Vancouver: 1. Platz Teamsprint Freistil, 2. Platz Staffel, 16. Platz 10 km Freistil
- 2014 Sotschi: 3. Platz Staffel, 35. Platz Sprint Freistil, 43. Platz 15 km Skiathlon

### Nordische Skiweltmeisterschaften
- 2001 Lahti: 4. Platz Staffel, 14. Platz Sprint Freistil, 17. Platz 15 km klassisch, 27. Platz 10 km Verfolgung
- 2003 Val di Fiemme: 1. Platz Staffel, 2. Platz Sprint Freistil, 11. Platz 2 × 5 km Doppelverfolgung, 19. Platz 30 km Freistil
- 2005 Oberstdorf: 4. Platz Staffel, 4. Platz Teamsprint Freistil, 6. Platz 30 km klassisch Massenstart, 10. Platz 15 km Verfolgung, 14. Platz Sprint klassisch
- 2007 Sapporo: 2. Platz Staffel, 2. Platz Teamsprint Freistil, 15. Platz 10 km Freistil, 17. Platz 15 km Verfolgung, 26. Platz 30 km klassisch Massenstart
- 2009 Liberec: 2. Platz Staffel, 18. Platz Sprint Freistil, 22. Platz 30 km Freistil Massenstart
- 2015 Falun: 42. Platz 10 km Freistil

## Platzierungen im Weltcup

### Weltcup-Statistik
Die Tabelle zeigt die erreichten Platzierungen im Einzelnen.
- 1.–3. Platz: Anzahl der Podiumsplatzierungen
- Top 10: Anzahl der Platzierungen unter den ersten zehn
- Punkteränge: Anzahl der Platzierungen innerhalb der Punkteränge
- Starts: Anzahl gelaufener Rennen in der jeweiligen Disziplin
- Hinweis: Bei den Distanzrennen erfolgt die Einordnung gemäß FIS.

| Platzierung         | Distanzrennen a | Distanzrennen a | Distanzrennen a | Distanzrennen a | Distanzrennen a | Skiathlon Verfolgung | Sprint | Etappen- rennen b | Gesamt | Team c | Team c  |
| Platzierung         | ≤ 5 km          | ≤ 10 km         | ≤ 15 km         | ≤ 30 km         | > 30 km         | Skiathlon Verfolgung | Sprint | Etappen- rennen b | Gesamt | Sprint | Staffel |
| ------------------- | --------------- | --------------- | --------------- | --------------- | --------------- | -------------------- | ------ | ----------------- | ------ | ------ | ------- |
| 1. Platz            | 1               |                 | 1               |                 |                 |                      |        |                   | 2      | 3      | 4       |
| 2. Platz            |                 | 1               |                 |                 |                 | 1                    | 4      |                   | 6      | 5      | 9       |
| 3. Platz            | 1               | 2               | 2               | 1               |                 | 3                    | 4      |                   | 13     | 1      | 4       |
| Top 10              | 2               | 19              | 5               | 3               |                 | 8                    | 22     | 2                 | 61     | 16     | 23      |
| Punkteränge         | 5               | 53              | 14              | 6               |                 | 19                   | 52     | 6                 | 155    | 17     | 23      |
| Starts              | 11              | 60              | 17              | 8               |                 | 23                   | 63     | 7                 | 189    | 17     | 23      |
| Stand: Karriereende |                 |                 |                 |                 |                 |                      |        |                   |        |        |         |

### Weltcup-Gesamtplatzierungen
| Saison    | Gesamt | Gesamt | Distanz | Distanz | Sprint | Sprint |
| Saison    | Punkte | Platz  | Punkte  | Platz   | Punkte | Platz  |
| --------- | ------ | ------ | ------- | ------- | ------ | ------ |
| 1999/2000 | 11     | 71.    | -       | -       | 11     | 51.    |
| 2000/01   | 166    | 23.    | -       | -       | 139    | 9.     |
| 2001/02   | 76     | 41.    | -       | -       | 78     | 23.    |
| 2002/03   | 466    | 7.     | -       | -       | 230    | 7.     |
| 2003/04   | 762    | 7.     | 587     | 6.      | 175    | 10.    |
| 2004/05   | 613    | 5.     | 343     | 7.      | 270    | 5.     |
| 2005/06   | 571    | 7.     | 337     | 9.      | 234    | 8.     |
| 2006/07   | 369    | 13.    | 185     | 15.     | 139    | 14.    |
| 2007/08   | 921    | 8.     | 535     | 5.      | 226    | 13.    |
| 2008/09   | 576    | 13.    | 325     | 14.     | 119    | 21.    |
| 2009/10   | 190    | 43.    | 109     | 31.     | 81     | 31.    |
| 2013/14   | 165    | 38.    | 107     | 27.     | 10     | 67.    |
| 2014/15   | 126    | 50.    | 90      | 34.     | 8      | 65.    |

## Auszeichnungen
- Wahl zu Sachsens Sportlerin des Jahres 2007[23] und 2010[24]
- Silbernes Lorbeerblatt 2002, 2006,[25] 2010[26] und 2014[27]
- Ehrenabzeichen des Deutschen Skiverbandes in Gold 2010[28]
- Ehrenkreuz der Bundeswehr in Gold 2004
- Ehrennadel der Bundeswehr 2002